# Soběslav
Soběslav (en allemand : Sobieslau) est une ville du district de Tábor, dans la région de Bohême-du-Sud, en Tchéquie. Sa population s'élevait à 7 055 habitants en 2024.

## Géographie
Soběslav se trouve à 18 km au sud de Tábor, à 37 km au nord-est de České Budějovice et à 87 km au sud de Prague.
La commune est limitée par Skalice et Klenovice au nord, par Zvěrotice et Přehořov à l'est, par Doňov et Řípec au sud et par Dráchov et Vesce à l'ouest.

## Histoire
La première mention écrite de la localité date de 1293.

## Administration
La commune se compose de trois sections :
- Chlebov
- Nedvědice u Soběslavi
- Soběslav

## Galerie

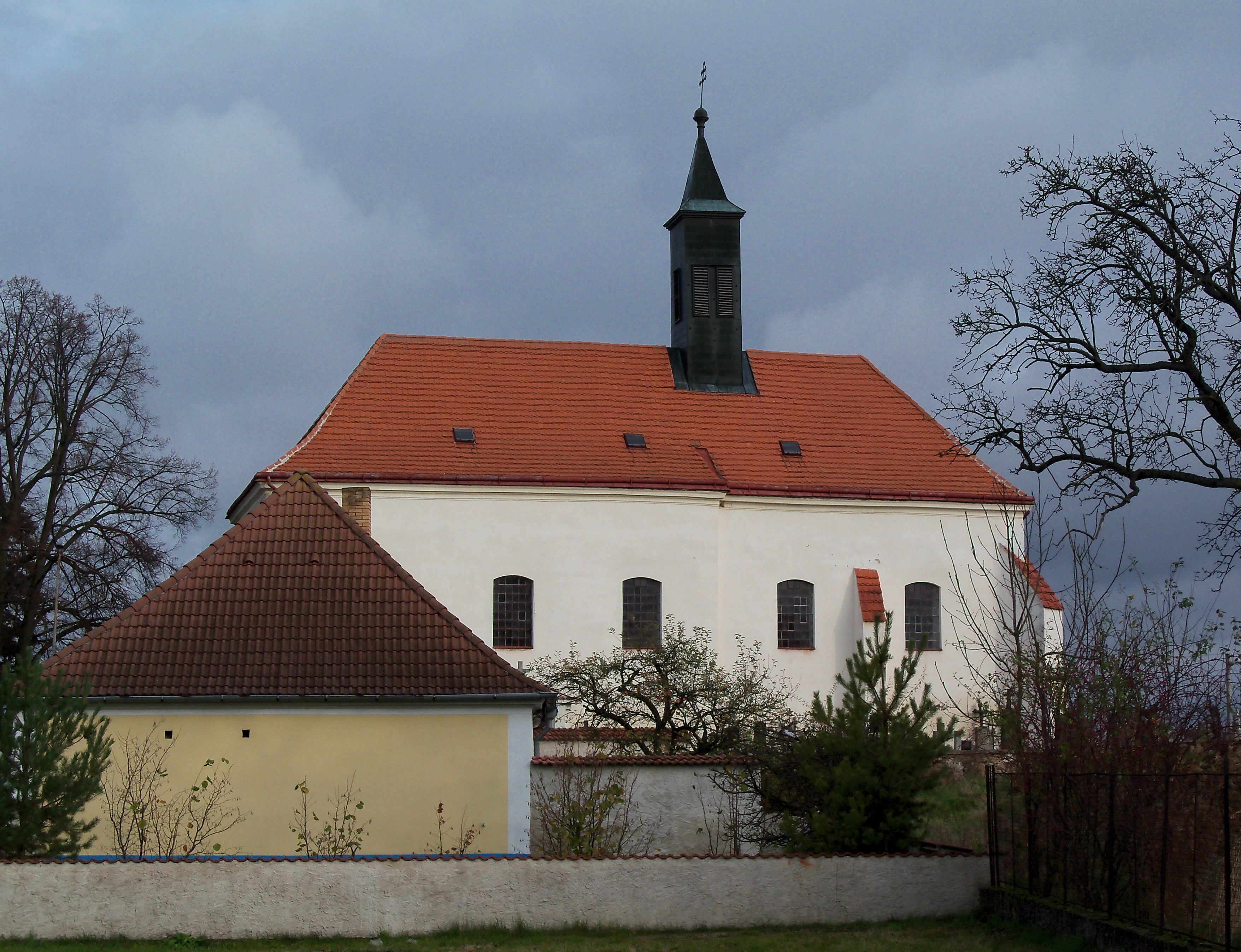
Église Saint-Nicolas.
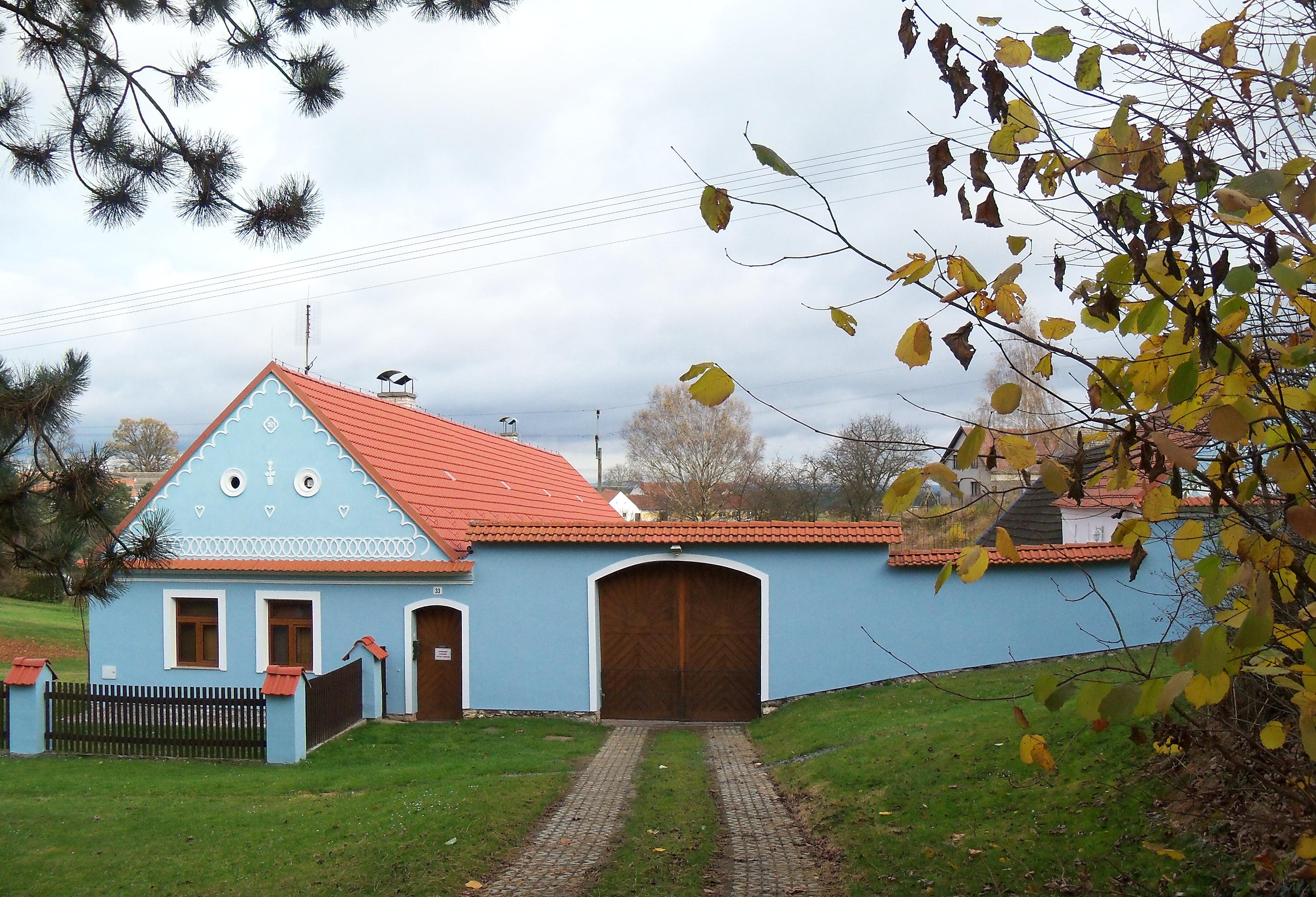
Maison rurale à Nedvědice.

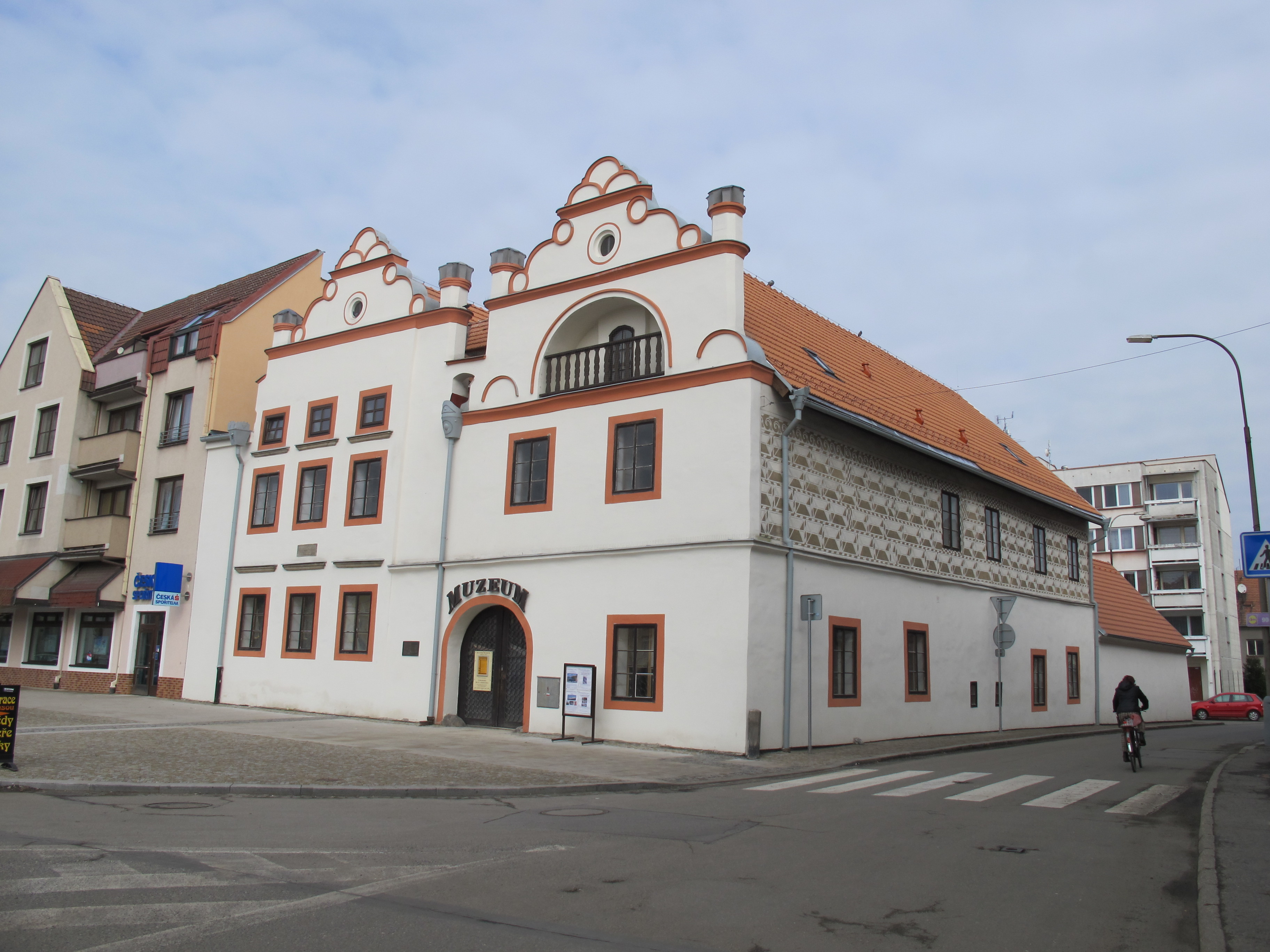
Place de la République : Maison Smrcek.
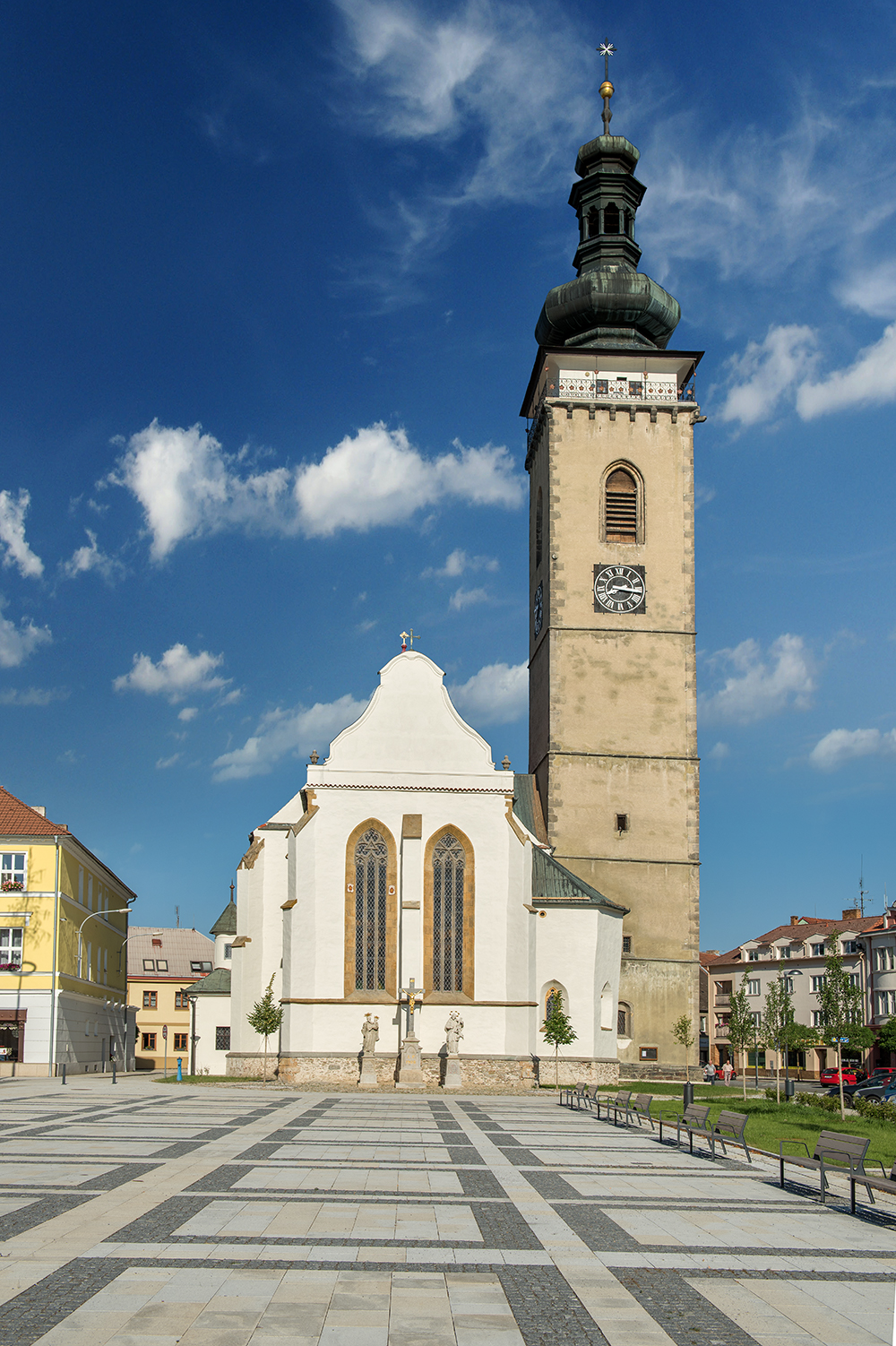
Église Saints-Pierre-et-Paul.

## Transports
Par la route, Soběslav se trouve à 20 km de Tábor, à 28 km de Jindřichův Hradec, à 41 km de Ceské Budejovice et à 111 km de Prague.

## Jumelage
- Sabinov (Slovaquie)